# Sericopimpla nigra
Sericopimpla nigra är en stekelart som först beskrevs av Charles Thomas Brues 1918.  Sericopimpla nigra ingår i släktet Sericopimpla och familjen brokparasitsteklar. Inga underarter finns listade i Catalogue of Life.